# Stephanie Douglas
Pour les articles homonymes, voir Douglas.
Stephanie Lana "Stephi" Douglas (née le 22 janvier 1969 à Manchester) est une athlète britannique.

## Palmarès
- Championnats d'Europe d'athlétisme de 1990 à Split :
  -  Médaille de bronze du relais 4 x 100 m